# 伯內特鎮區 (內布拉斯加州安蒂洛普縣)
伯內特鎮區（英語：Burnett Township）是位於美國內布拉斯加州安蒂洛普縣的一個行政鎮區。

## 地方資料
伯內特鎮區的面積為91.80平方千米，當中陸地面積為90.85平方千米，而水域面積為0.95平方千米。根據2020年美國人口普查的數據，當地共有人口150人，而人口密度為每平方千米1.63人。